# Ragnar Frisch
Ragnar Anton Kittil Frisch (ur. 3 marca 1895 w Oslo, zm. 31 stycznia 1973 tamże) – norweski ekonomista.
Studiował na Uniwersytecie w Oslo, gdzie następnie został profesorem (w 1931); od 1932 był dyrektorem Instytutu Ekonomicznego w Oslo. W latach 1933–1955 wydawał pismo „Econometrica”; był także współtwórcą międzynarodowego Towarzystwa Ekonometrycznego (Econometric Society).
Pracował jako doradca oraz członek międzynarodowych komitetów eksperckich zajmujących się gospodarką w krajach rozwijających się, m.in. w Egipcie i Indiach. Wykładał gościnnie na renomowanych zagranicznych uniwersytetach (Yale, Minnesoty, Paryskim, Pittsburskim).
W pracy naukowej koncentrował się na problematyce statystyki matematycznej oraz teorii i metodologii ekonomii, prowadził badania z zakresu teorii produkcji i teorii popytu. Jest uznawany za twórcę systemu rachunkowości narodowej, który miał duży wpływ na norweskie planowanie gospodarcze. Za opracowanie i zastosowanie modeli dynamiki do analizy procesów gospodarczych otrzymał pierwszą w historii Nagrodę Banku Szwecji im. Alfreda Nobla w dziedzinie ekonomii w 1969 (razem z Holendrem Janem Tinbergenem).

## Publikacje
- Pitfalls in the Statistical Construction of Demand and Supply Curves (1933)
- Sparing og Cirkulasjonsregulering (1933)
- The Multiplex Method for Linnear Programming (1957)
- A Complete Scheme for Computing all Direct and Cross Demand Elasticities in a Model with Many Sectors (1959)